# مارکو سالیگاری
مارکو سالیگاری (ایتالیایی: Marco Saligari؛ زادهٔ ۱۸ مهٔ ۱۹۶۵) دوچرخه‌سوار اهل ایتالیا است.